# 支硎山

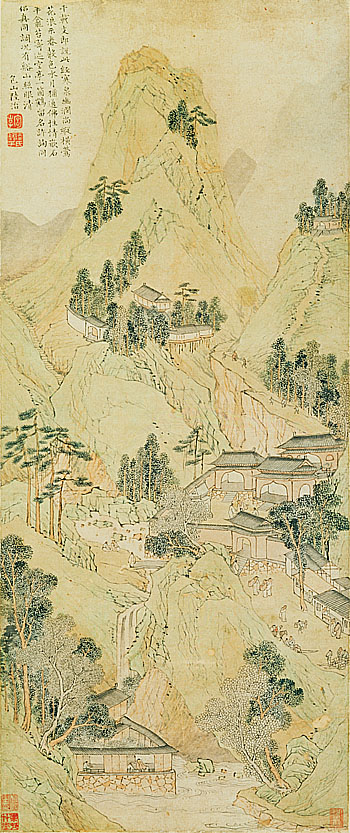
陆治《支硎山图》

支硎山，又名报恩山、观音山，是苏州市虎丘区的山峰，海拔147米，长1900米，有南峰（上峰）、中峰和北峰。因支遁隐居于此，山中有硎而得名。有放鹤亭、马迹石、白马涧等遗迹。

## 延伸阅读
[在维基数据编辑]
 《欽定古今圖書集成·方輿彙編·山川典·支硎山部》，出自陈梦雷《古今圖書集成》
 《佛学大辞典·支硎山》，出自丁福保《佛学大辞典》
 《支硎山》